# 비평형열역학
비평형 열역학(영어: Non-equilibrium thermodynamics)은 열역학적 평형에 있지 않지만 열역학에서 시스템을 지정하는 데 사용되는 변수의 외삽을 나타내는 거시적 양(비평형 상태 변수)으로 설명할 수 있는 물리적 시스템을 다루는 열역학의 한 분야이다. 평형, 비평형 열역학은 수송 과정과 화학 반응 속도와 관련이 있다.
자연에서 발견되는 거의 모든 시스템은 열역학적 평형 상태에 있지 않다. 그 이유는 시간이 지남에 따라 변화하거나 변화하도록 촉발될 수 있고 다른 시스템과 화학 반응 사이의 물질 및 에너지 흐름에 지속적이고 불연속적으로 영향을 받기 때문이다. 그러나 일부 시스템 및 프로세스는 유용한 의미에서 현재 알려진 비평형열역학에 의해 유용한 정확도로 설명할 수 있도록 열역학적 평형에 충분히 가깝다. 그럼에도 불구하고 많은 자연계와 과정은 자유 에너지의 개념이 손실되는 비변동 역학의 존재로 인해 항상 비평형열역학적 방법의 범위를 훨씬 넘어 유지된다.
비평형 시스템의 열역학적 연구는 평형열역학에서 다루는 것보다 더 일반적인 개념을 필요로 한다. 평형열역학과 비평형열역학 사이의 근본적인 차이점 중 하나는 불균일 시스템의 거동에 있으며, 이는 균질 시스템의 평형 열역학에서 고려되지 않는 반응 속도에 대한 연구 지식을 필요로 한다. 이에 대해서는 아래에서 설명한다. 또 다른 근본적이고 매우 중요한 차이점은 일반적으로 열역학적 평형이 아닌 시스템에 대한 거시적 용어로 한 순간의 엔트로피를 정의하는 것이 어렵거나 불가능하다는 것이다. 그것은 신중하게 선택된 특별한 경우, 즉 국부적 열역학적 평형에 있는 경우에만 유용한 근사값으로 수행될 수 있다.
평형열역학은 물리적 과정의 시간 경과를 무시한다. 대조적으로, 비평형열역학은 시간 경과를 연속적으로 자세히 설명하려고 시도한다.
평형열역학은 열역학적 평형의 초기 및 최종 상태를 갖는 프로세스에 대한 고려를 제한한다. 프로세스의 시간 과정은 의도적으로 무시된다. 결과적으로 평형열역학은 온도 및 압력의 시간 변화율과 같은 비평형열역학에 대해 허용된 변수로도 설명할 수 없는 열역학적 평형에서 멀리 떨어진 상태를 통과하는 과정을 허용한다. 예를 들어, 평형열역학에서 프로세스는 비평형열역학으로 설명할 수 없는 격렬한 폭발을 포함할 수 있다. 그러나 평형열역학은 이론적 개발을 위해 "준정적 과정"의 이상화된 개념을 사용한다. 준정적 과정은 열역학적 평형 상태의 연속 경로를 따라 개념적(시간을 초월하고 물리적으로 불가능한) 부드러운 수학적 경로이다. 현실에서 일어날 수 있는 과정이라기 보다는 미분기하학에서의 연습이다.
반면에 비평형열역학은 연속적인 시간 과정을 설명하기 위해 상태 변수가 평형열역학의 상태 변수와 매우 밀접한 관련이 있어야 한다. 이것은 비평형열역학의 범위를 크게 제한하고 개념적 틀에 많은 요구를 한다.

## 같이 보기
- 시간 결정
- 자기조직화
- 볼츠만 운송 방정식
- 맥스웰의 도깨비
- 자발 대칭 깨짐
- 자기생산